# Vatroslav Mimica
Vatroslav Mimica (25 de junho de 1923 a 15 de fevereiro de 2020) foi um diretor de cinema e roteirista croata.

## Juventude
Nascido em Omiš, Mimica matriculou-se na Faculdade de Medicina da Universidade de Zagreb antes do início da Segunda Guerra Mundial. Em 1942, juntou-se à Liga dos Jovens Comunistas da Jugoslávia (SKOJ) e em 1943 tonou-se membro dos Partidários Jugoslavos, juntando-se às suas unidades médicas.

## Carreira
Após a guerra, Mimica escreveu críticas literárias e cinematográficas. Sua carreira cinematográfica começou em 1950, quando se tornou diretor do estúdio de produção Jadran Film.

### Animação
Ele estreou como diretor e roteirista no filme iugoslavo de 1952, Na Tempestade (croata: U oluji), estrelado por Veljko Bulajić. Na década de 1950, Mimica trabalhou como diretor e roteirista em vários filmes de animação aclamados pela crítica e tornou-se um membro proeminente da Escola de Cinema de Animação de Zagreb. Seu curta-metragem de animação de 1958, O solitário (Samac) foi premiado com o Grande Prêmio de Veneza. Em 1963, dirigiu Doentes da febre tifoide (Tifusari), curta-metragem experimental baseado no poema de mesmo nome de Jure Kaštelan, que descreve alucinações de soldados acometidos de febre tifoide durante a Segunda Guerra Mundial.

### Longa metragem
Na década de 1960, Mimica começou a afastar-se da animação; seu último filme de animação foi Os Bombeiros (Vatrogasci), de 1971. A partir de então, passou a dirigir longas-metragens, começando com o filme iugoslavo-italiano de 1961, Suleiman, o Conquistador (italiano: Solimano il conquistatore), estrelado por Edmund Purdom e Giorgia Moll. Seu filme de 1965, Prometeu da Ilha (Prometheus otoka Viševice), ganhou a Big Golden Arena de Melhor Filme no Festival de Cinema de Pula de 1965 e rendeu a Mimica o segundo lugar no prêmio Silver Arena de Melhor Diretor. Também participou do 4º Festival Internacional de Cinema de Moscou, ganhando um Diploma Especial.
No ano seguinte, seu filme de 1966, Segunda ou Terça (Ponedjeljak ili utorak) também ganhou a Big Golden Arena de Melhor Filme, rendendo a Mimica o prêmio Golden Arena de Melhor Diretor.
Mimica fez vários outros filmes durante a década de 1970, notadamente os filmes de época Anno Domini 1573 (Seljačka buna 1573) retratando uma revolta camponesa croata-eslovena do século XVI, e O Falcão (Banović Strahinja), ambientado na Sérvia do século XIV. Mimica se aposentou da carreira cinematográfica em 1981.

## Vida pessoal
Seu filho Sergio Mimica-Gezzan é um diretor americano de cinema e televisão.

## Filmografia
- O Jubileu do Sr. Ikel (Jubilej gospodina Ikla, 1955)
- Solimão, o Conquistador (Solimano il conquistatore, 1961)
- Prometeu da Ilha (Prometej s otoka Viševice, 1964)
- Segunda ou Terça (Ponejeljak ili utorak, 1966)
- Kaya (Kaja, ubit ću te!, 1967)
- Um Evento (Događaj, 1969)
- Hranjenik, 1970
- A parte macedônia do inferno (Makedonskiot del od pekolot, 1971)[5]
- Anno Domini 1573 (Seljačka buna 1573, 1975)
- A Última Missão das Demolições Man Cloud (Posljednji podvig diverzanta Oblaka, 1978)
- O Falcão (Banović Strahinja, 1981)